# Municipio de Williamsburg (Nebraska)
El municipio de Williamsburg (en inglés: Williamsburg Township) es un municipio ubicado en el condado de Phelps en el estado estadounidense de Nebraska. En el año 2010 tenía una población de 153 habitantes y una densidad poblacional de 1,78 personas por km².

## Geografía
El municipio de Williamsburg se encuentra ubicado en las coordenadas 40°38′38″N 99°27′29″O / 40.64389, -99.45806. Según la Oficina del Censo de los Estados Unidos, el municipio tiene una superficie total de 85.75 km², de la cual 85,58 km² corresponden a tierra firme y (0,19 %) 0,16 km² es agua.

## Demografía
Según el censo de 2010, había 153 personas residiendo en el municipio de Williamsburg. La densidad de población era de 1,78 hab./km². De los 153 habitantes, el municipio de Williamsburg estaba compuesto por el 94,12 % blancos, el 5,88 % eran de otras razas. Del total de la población el 5,88 % eran hispanos o latinos de cualquier raza.